# Isa Briones
Isa Briones, all'anagrafe Isabelle Camille Briones (Londra, 17 gennaio 1999), è un'attrice statunitense di origine britannica e filippina, nota per l'interpretazione dell'androide Soji Asha nella serie televisiva Star Trek: Picard.

## Biografia
Isabelle Camille Briones è nata a Londra da Jon Jon e Megan Briones (nata Johnson), e ha un fratello minore, Teo. Tutti e tre sono attori, la madre Megan è anche una cantante. Isa ha origini filippine, irlandesi e svedesi.
Il suo primo lavoro come modella, a New York, risale a quando aveva solo tre anni. Nel 2006, la sua famiglia si è trasferita a Los Angeles. Ha frequentato la Millikan Middle School e la Los Angeles County High School for the Arts, dove si è laureata nel marzo del 2017.
Lavora come attrice dal 2008, anno in cui ha recitato in un ruolo da non protagonista nel cortometraggio Persuasion e nel film Brown Soup Thing. Ha recitato anche in teatro e ha ricevuto un Ovation Award dalla Los Angeles Stage Alliance nel 2018, per la sua interpretazione di Natalie nella produzione degli East West Players di Next to Normal. È stata scritturata per la tournée statunitense del musical Hamilton nel 2018.
Dal 2020 è entrata a far parte del cast di Star Trek: Picard, ottava serie televisiva live-action del franchise di fantascienza Star Trek, in cui interpreta il ruolo della protagonista, l'androide Soji Asha. Nella prima stagione della serie ha interpretato inoltre i ruoli di Dahji Asha, androide gemella di Soji, e di Sutra, altro androide, prototipo delle due. Nella seconda stagione ha interpretato anche il personaggio di Kore Soong, figlia di Adam Soong, affetta da una rara malattia genetica.
È membro della SAG-AFTRA (Screen Actors Guild - American Federation of Television and Radio Artists).

## Filmografia

### Cinema
- Persuasion, regia di David Landry – cortometraggio (2008)
- Brown Soup Thing, regia di Edward J. Mallillin (2008)
- Takers, regia di John Luessenhop (2010)
- Lonely Boy, regia di Dale Fabrigar (2013)
- Carpool, regia di William Lancaster – cortometraggio (2016)

### Televisione
- Cutthroat, regia di Bronwen Hughes – film TV (2010)
- American Crime Story – serie TV, episodio 2x08 (2018)
- Star Trek: Picard – serie TV, 14 episodi (2020-2022)
- Piccoli brividi (Goosebumps) – serie TV, 10 episodi (2023)
- The Pitt – serie TV (2025)

## Doppiatrici italiane
Nelle versioni in italiano delle opere in cui ha recitato, Isa Briones è stata doppiata da:
- Veronica Puccio in Star Trek: Picard
- Lucrezia Marricchi in Piccoli Brividi